# Río Pucurhuay
Der Río Pucurhuay ist ein etwa 21,5 km langer rechter Nebenfluss des oberen Río Huallaga in Zentral-Peru in der Region Pasco.

## Flusslauf
Der Río Pucurhuay entspringt an der Ostflanke des Cerro Ancahuachanan in den westlichen Ausläufern der peruanischen Zentralkordillere auf einer Höhe von ungefähr 4360 m. Er fließt anfangs etwa 5 km nach Norden und wendet sich im Anschluss in Richtung Westnordwest. Bei Flusskilometer 10 passiert der Río Pucurhuay die am linken Flussufer gelegene Ortschaft Pucurhuay. Im Unterlauf fließt der Fluss in Richtung Nordnordwest. 5 km oberhalb der Mündung befindet sich die Ortschaft Chinchan nördlich des Flusslaufs. Der Río Pucurhuay mündet schließlich auf einer Höhe von etwa 2974 m, 2 km oberhalb der Kleinstadt Huariaca, in den nach Norden strömenden Río Huallaga.

## Einzugsgebiet
Der Río Pucurhuay entwässert ein Areal von etwa 155 km². Das obere Einzugsgebiet befindet sich im Distrikt Ticlacayán, das untere im Distrikt Huariaca. Beide Distrikte liegen in der Provinz Pasco. Das Einzugsgebiet des Río Pucurhuay grenzt im Nordwesten an das des abstrom gelegenen Río Huallaga, im Nordosten an das des Río Blanco, im Osten an das des Río Huachón sowie im Südwesten an das der Quebrada Ticlacayán.